# Bureau des affaires africaines
Au sein du gouvernement des États-Unis, le Bureau des Affaires africaines (abrégé AF) fait partie du département d'État américain et est chargé de conseiller le secrétaire d'État sur les questions relatives à l'Afrique subsaharienne. Le bureau a été créé en 1958.
Il est dirigé par la secrétaire d'État assistante aux Affaires africaines, actuellement Mary Catherine Phee, qui rend compte au sous-secrétaire d'État aux Affaires politiques.

## Organisation
Les bureaux du Bureau des affaires africaines dirigent, coordonnent et supervisent les activités du gouvernement américain dans la région, y compris les questions politiques, économiques, consulaires, de diplomatie publique et de gestion administrative,.

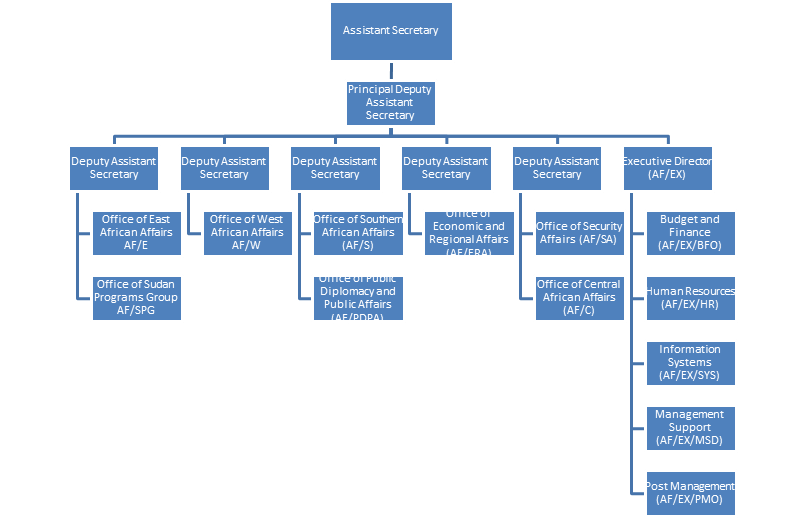
Organigramme du Bureau des Affaires Africaines

- Bureau des affaires de l'Afrique de l'Est - Supervise la politique de la région de l'Afrique de l'Est et assure la liaison avec les ambassades des États-Unis aux Comores, à Djibouti, en Érythrée, en Éthiopie, au Kenya, à Madagascar, à Maurice, aux Seychelles, en Somalie, en Tanzanie et en Ouganda
- Bureau du Soudan et du Soudan du Sud - Supervise la politique de la République du Soudan et de la République du Soudan du Sud. L'ambassadeur Donald Booth est l'envoyé spécial des États-Unis au Soudan depuis le 12 juin 2019[3].
- Bureau des affaires de l'Afrique centrale - Supervise la politique de la région de l'Afrique centrale et assure la liaison avec les ambassades des États-Unis au Burundi, au Cameroun, en République centrafricaine, au Tchad, en République démocratique du Congo, en République du Congo, en Guinée équatoriale, au Gabon, au Rwanda et São Tomé et Príncipe
- Bureau des affaires de l'Afrique australe - Supervise la politique de la région sud-africaine et assure la liaison avec les ambassades des États-Unis en Angola, au Botswana, à Eswatini, au Lesotho, au Malawi, au Mozambique, en Namibie, en Afrique du Sud, en Zambie et au Zimbabwe.
- Bureau des affaires de l'Afrique de l'Ouest - Supervise la politique de la région de l'Afrique de l'Ouest et assure la liaison avec les ambassades des États-Unis au Bénin, au Burkina Faso, au Cap-Vert, en Côte d'Ivoire, en Gambie, au Ghana, en Guinée, en Guinée-Bissau, au Libéria, au Mali, en Mauritanie, Niger, Nigéria, Sénégal, Sierra Leone et Togo.
- Bureau de la politique économique et du personnel.
- Bureau du directeur exécutif - Coordonne la logistique, la gestion, le budget et les ressources humaines du bureau.
- Bureau de la diplomatie publique et des affaires publiques - Coordonne la sensibilisation du public et l'engagement numérique, et prépare des orientations de presse pour le porte-parole du département au sein du Bureau des affaires publiques
- Bureau de la paix et de la sécurité régionales - Coordonne la politique concernant l'Union africaine et d'autres questions régionales multilatérales et axées sur la sécurité